# Myosotis eximia
Myosotis eximia är en strävbladig växtart som beskrevs av Donald Petrie. Myosotis eximia ingår i släktet förgätmigejer, och familjen strävbladiga växter. Inga underarter finns listade i Catalogue of Life.